# 科珀勒烏鄉
47°37′N 26°50′E / 47.617°N 26.833°E
科珀勒烏鄉（羅馬尼亞語：Comuna Copălău, Botoșani），是羅馬尼亞的鄉份，位於該國東北部，由博托沙尼縣負責管轄，面積101平方公里，海拔高度100米，2007年人口4,253，人口密度每平方公里42人。